# Helastia expolita
Helastia expolita är en fjärilsart som först beskrevs av Alfred Philpott 1917b.  Helastia expolita ingår i släktet Helastia och familjen mätare. Inga underarter finns listade i Catalogue of Life.